# جودة البخار

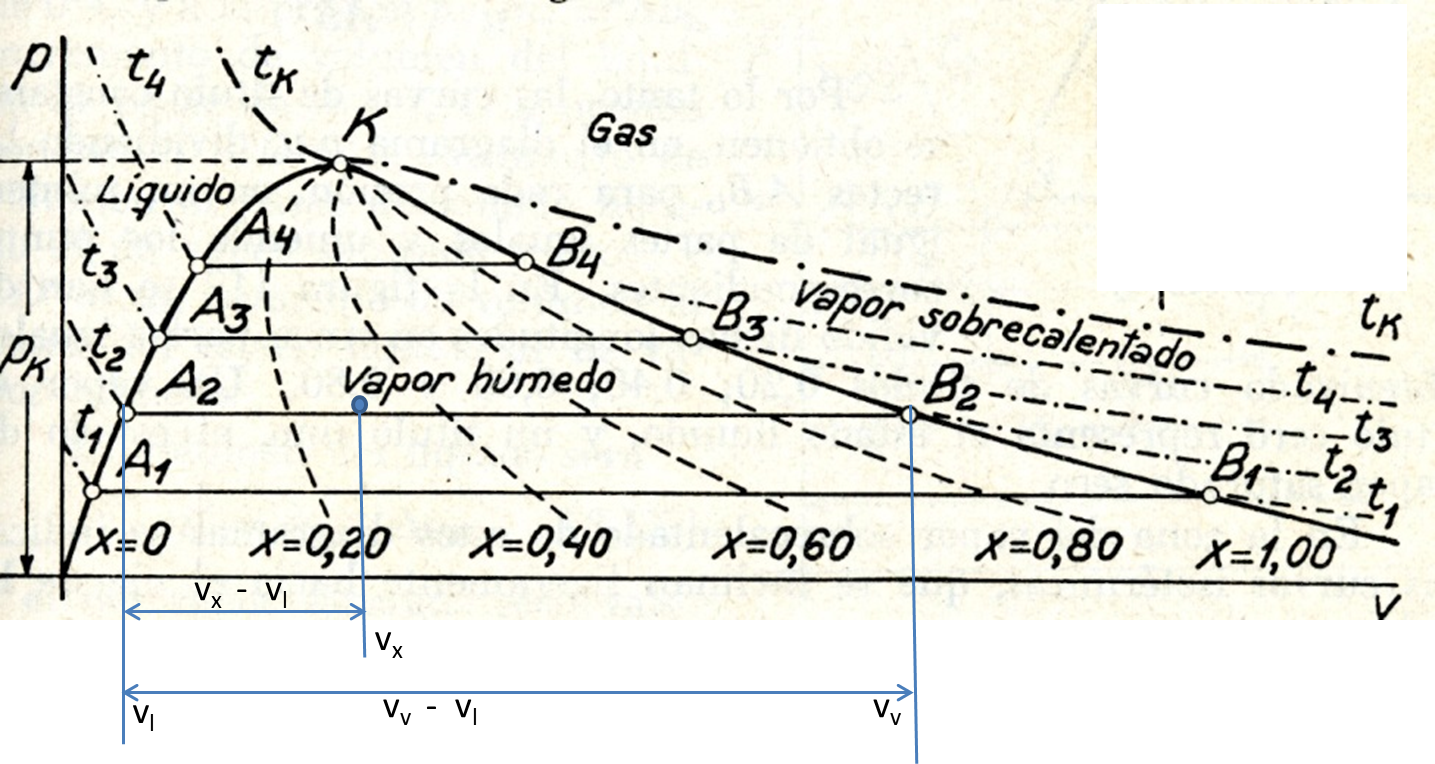

في الديناميكا الحرارية، يشير مصطلح نوعية البخار إلى الكسر الكتلي في مزيج مشبع وهو البخار; أي أن «الصفة النوعية» للبخار المشبع هي 100%, وأن «الصفة النوعية» للسائل المشبع هي 0%. إن نوعية البخار هي خاصية مكثفة يمكن استخدامها جنبًا إلى جنب مع خصائص مكثفة أخرى مستقلة في توصيف الحالة الديناميكية الحرارية للسائل العامل في نظام تحريك حراري. ولا تعني نوعية البخار أي شيء بالنسبة للمواد غير المزيج المشبع (أي السوائل المكثفة أو السوائل فائقة الحرارة).
يمكن حساب النوعية {\displaystyle \chi } بقسمة كتلة البخار على كتلة المزيج ككل:
{\displaystyle \chi ={\frac {m_{vapor}}{m_{total}}}}
حيث {\displaystyle m} تشير إلى الكتلة.
هناك تعريف آخر يستخدمه المهندسون الكيميائيون ويعرف نوعية (q) السائل بأنها الكسر المشبع من السائل. وحسب هذا التعريف، تكون نوعية السائل المشبع q = 0. وتكون نوعية البخار المشبع q = 1.

## الحساب
يمكن التعبير عن الشرح السابق لنوعية البخار كما يلي:
{\displaystyle \chi ={\frac {y-y_{f}}{y_{g}-y_{f}}}},
حيث {\displaystyle y} تساوي إما السخونة النوعية أو إنتروبيا نوعية أو حجمًا نوعيًا أو طاقة داخلية نوعية], في حين أن {\displaystyle y_{f}} هي قيمة الخاصية المكثفة للمادة في الحالة السائلة في ظل ظروف التشبع و{\displaystyle y_{fg}} هي قيمة الخاصية المكثفة للمادة في الحالة الغازية مطروحًا منها تلك القيمة في الحالة السائلة.
هناك تمثيل آخر للمفهوم نفسه، وهو:
{\displaystyle \chi ={\frac {m_{v}}{m_{l}+m_{v}}}}
حيث {\displaystyle m_{v}} هي كتلة البخار و{\displaystyle m_{l}} هي كتلة السائل.

## نوعية البخار
لقد اشتق أصل فكرة نوعية البخار من أصول الديناميكا الحرارية، وكان التطبيق المهم لهذه الفكرة هو المحرك البخاري. فيمكن للبخار منخفض النوعية أن يشتمل على نسبة عالية من الرطوبة ومن ثم يكون تلف المكونات أسهل كثيرًا[بحاجة لمصدر]. فالنظام عالي النوعية لا يمكننه أن يسبب تآكل المحرك البخاري. المحرك البخاري يستخدم بخار الماء (البخار) في دفع المكابس أو التوربينات التي تنشئ العمل. ويمكن وصف نوعية البخار كمًا باستخدام نوعية البخار (جفاف البخار), ونسبة البخار المشبع في مزيج مشبع من الماء أو البخار. أي أنه إذا كانت نوعية البخار تساوي 0 فهذا يشير إلى نوعية ماء قيمتها 100% في حين أنه إذا كانت نوعية البخار تساوي 1 (أو 100%) فهذا يشير إلى نوعية بخار قيمتها 100%.
إن نوعية البخار التي يتم عندها إطلاق صفير البخار هي نوعية متغيرة وقد تؤثر على التردد. وتحدد نوعية البخار سرعة الصوت التي تنخفص مع انخفاض الجفاف نتيجة عطالة مرحلة السائل. وينخفض كذلك الحجم النوعي للبخار عند درجة حرارة معينة مع انخفاض الجفاف.
تفيد نوعية البخار بشكل كبير في تحديد سخانة أمزجة الماء/البخار المشبعة حيث إن سخانة البخار (الحالة الغازية) هي ترتيبات عديدة للقوة أكبر من سخانة الماء (الحالة السائلة).